# Missa cantata
A missa cantata (latim para "Missa cantada") é uma forma de Missa Tridentina definida oficialmente em 1960 como uma missa cantada pelo celebrante sem ministros sagrados, isto é, diácono e subdiácono.
O cerimonial e a forma da "Missa Cantata" também está em uso em alguns grupos anglo-católicos da Comunhão Anglicana, nos ritos ocidentais Ortodoxos, e alguns grupos de Velhos Católicos.

## Classificações anteriores
O Código de rubricas incluído pelo Papa João XXIII na edição de 1962 do Missal Romano, define de “Missa Cantata” aquela em que o sacerdote canta as partes que as rubricas atribuem a ele, e é a distinção usada desde então na celebração da Missa Tridentina. 
Porém antes da classificação definitiva de 1962, havia grande disputa quanto a categorização da missa canta, sendo que esta foi chamada de Missa cantata sine Ministris (Missa Cantada sem Ministros), conforme aparece descrito nos documentos da Santa Sé, como o Decreto da Congregação dos Ritos Sagrados de 14 de marco de 1906; bem como Missa Solene sem o Diácono e o Subdiácono, conforme é descrita no Ceremonial for the Use of the Catholic Churches in the United States of America (Cerimonial para o Uso das Igrejas católicas nos Estados Unidos da América) (comumente chamado de "Cerimonial Baltimore" porque publicou a pedido do Terceiro Concílio Plenário de Baltimore, de 1884.
Enquanto o Cerimonial Baltimore classificava a Missa Cantata como uma Missa Solene, o notável liturgista Adrian Fortescue deu um parecer contrário, escrevendo em seu artigo de 1910 "Liturgia da Missa" na Enciclopédia Católica, encomendada pelo Papa Pio X, que uma Missa Cantata "é realmente uma missa baixa, pois a essência da Missa alta não é a música, mas o diácono e subdiácono".

## Atualidade
O rito da Missa do Vaticano II, promulgado em 1969 permite, diferentemente do anterior, que a Missa seja cantada em todas as ocasiões, e a Instrução Geral do Missal Romano, 147 ainda afirma: "É muito conveniente que o sacerdote cante as partes da Oração Eucarística para os quais a notação musical é fornecida". A revisão, assim, aboliu a distinção entre Missa Cantata e Missa Baixa.